# Сваринцы
Сва́ринцы (латыш. Svarinci, также Сва́рини, латыш. Svariņi) — населённый пункт в Краславском крае Латвии, административный центр Сваринской волости. Расстояние до города Дагда составляет около 24 км, до Краславы — около 57 км.
По данным на 2015 год, в населённом пункте проживало 260 человек. Есть волостная администрация, общественный центр, библиотека, фельдшерский и акушерский пункт, магазин.

## История
В советское время населённый пункт был центром Свариньского сельсовета Краславского района. В селе располагалась центральная усадьба совхоза «Восход».